# Эль-Маюф-Джамаа
Эль-Маюф-Джамаа или Эд-Даувая (араб. الدواية‎) — город на юго-востоке Ирака, расположенный на территории мухафазы Ди-Кар.

## Географическое положение
Город находится в северо-восточной части мухафазы, к северу от озера Хаур-Гамука, на высоте 4 метров над уровнем моря.

Эль-Маюф-Джамаа расположен на расстоянии приблизительно 47 километров к северо-северо-востоку (NNE) от Эн-Насирии, административного центра провинции и на расстоянии 262 километров к юго-востоку от Багдада, столицы страны.

## Население
На 2012 год население города составляло 26 928 человек.